# 3829 Gunma
3829 Gunma eller 1988 EM är en asteroid i huvudbältet, som upptäcktes den 10 mars 1988 av den japanske amatörastronomen Takuo Kojima i Chiyoda. Den är uppkallad efter Gunma prefektur i japan.
Asteroiden har en diameter på ungefär 24 kilometer och den tillhör asteroidgruppen Dora.